# Günter Linde (Politiker)
Günter Linde (* 29. Juli 1926 in Erfurt; † 6. Juni 2016 in Bremerhaven) war ein deutscher Politiker (SPD) und für Bremerhaven Mitglied der Bremischen Bürgerschaft sowie Mitglied der Bremerhavener Stadtverordnetenversammlung.

## Biografie

### Familie, Ausbildung, Beruf
Linde war bei der Seebeckwerft in Bremerhaven-Geestemünde als kaufmännischer Angestellter tätig. Die Werft war zeitweise eine Tochtergesellschaft der AG Weser. Bei Seebeck war er von 1965 bis 1988 Mitglied im Betriebsrat und von 1971 bis 1988 ununterbrochen Betriebsratsvorsitzender. In einer Kampfabstimmung wurde er 1982 zum stellvertretenden Vorsitzenden des Aufsichtsrates der AG Weser gewählt; Gegenkandidat war Walter Franke (SPD). Diese Funktion nahm er nur bis 1983 wahr. Die AG Weser musste 1983 Konkurs anmelden. Die Seebeckwerft hatte in dieser Zeit erhebliche Probleme wegen einer zu geringen Auftragslage. 1988 gab es nach den Betriebsratswahlen, bei denen sich DKP-Vertreter durchsetzten, erheblichen Streit mit Verfahren vor Arbeitsgerichten und einem Vergleich der streitenden Gruppen.

### Politik
Linde wurde nach 1945 Mitglied der SPD und war in seinem Ortsverein in Bremerhaven-Geestemünde aktiv. Von 1987 bis 1991 war er Mitglied der 12. Bremischen Bürgerschaft und dort Mitglied verschiedener Deputationen.
Ab 1969 war er über 20 Jahre Mitglied der Bremerhavener Stadtverordnetenversammlung. 1991 ernannte ihn die Stadtverordnetenversammlung zum Stadtältesten (Ehrentitel).

### Weitere Mitgliedschaften
Er war Mitglied der IG Metall. Zudem wirkte er bis 1969 in der Vollversammlung der Angestelltenkammer in Bremerhaven mit.